# Contributi determinati a livello nazionale

Numero delle parti in accordi ambientali multilaterali, compresa la Convenzione quadro delle Nazioni Unite sui cambiamenti climatici

I Contributi determinati a livello nazionale (Nationally Determined Contributions, NDC oppure Intended Nationally Determined Contributions, INDC) sono piani nazionali non vincolanti che evidenziano le azioni per il cambiamento climatico, compresi gli obiettivi per la riduzione delle emissioni di gas serra, le politiche e le misure che i governi attuano in risposta ai cambiamenti climatici e come contributo per raggiungere gli obiettivi globali stabiliti nell'Accordo di Parigi.

## Processo
Gli NDC combinano il sistema dall'alto verso il basso di un tradizionale accordo internazionale con elementi di sistema dal basso verso l'alto attraverso i quali i paesi presentano i propri obiettivi e politiche nel contesto delle proprie circostanze, capacità e priorità nazionali, con l'obiettivo di ridurre le emissioni globali di gas serra, limitare l'aumento della temperatura antropica ben al di sotto dei 2 °C al di sopra dei livelli preindustriali e proseguire gli sforzi per limitare l'aumento a 1,5 °C.
Gli NDC contengono le misure intraprese per la riduzione delle emissioni e mirano anche ad affrontare le misure intraprese per adattarsi agli impatti dei cambiamenti climatici e il supporto di cui il paese ha bisogno, o fornirà, per affrontare il cambiamento climatico. Dopo la presentazione iniziale degli INDC nel marzo 2015, è seguita una fase di valutazione per esaminare l'impatto degli INDC presentati prima della Conferenza di Parigi 2015.
Gli NDC sono istituiti indipendentemente dalle parti (paesi o gruppi regionali di paesi) in questione. Sono tuttavia inseriti all'interno di un quadro "catalitico" iterativo e vincolante progettato per accelerare l'azione per il clima nel tempo. Una volta che gli stati hanno fissato i loro NDC iniziali, questi devono essere aggiornati su un ciclo di 5 anni. Devono essere pubblicate relazioni biennali sui progressi verso gli obiettivi stabiliti negli NDC degli stati. Questi saranno sottoposti a revisione tecnica e confluiranno collettivamente in un esercizio di inventario globale, operante a sua volta su un ciclo scaglionato nei 5 anni, nel quale sarà valutata collettivamente la sufficienza complessiva degli NDC.
Le informazioni raccolte dai rapporti e dalle revisioni individuali delle parti, insieme al quadro più completo ottenuto attraverso il "bilancio globale", serviranno a loro volta per informare e modellare la formulazione dei successivi impegni degli stati. La logica, nel complesso, è che questo processo offrirà molte strade in cui i processi politici nazionali e transnazionali possono svolgere, facilitando impegni più ambiziosi e facendo pressione sugli stati affinché rispettino i loro obiettivi.
Tutti gli obiettivi per ogni paese sono indicati nei loro NDC che si basano sui seguenti punti:
- Neutralità carbonica entro il 2050
- Limitare il riscaldamento globale ben al di sotto dei 2 °C e perseguire gli sforzi per limitarlo a 1,5 °C
- Riduzione delle emissioni dei gas serra
- Aumentare l'adattamento agli effetti dannosi del cambiamento climatico
- Adeguare i flussi finanziari in modo che possano essere combinati con emissioni ridotte di gas serra

## Obiettivi globali
L'obiettivo di sviluppo sostenibile 13 sull'azione per il clima ha un indicatore relativo agli NDC per il suo secondo obiettivo: l'indicatore 13.2.1 è il «Numero di paesi con contributi determinati a livello nazionale, strategie a lungo termine, piani nazionali di adattamento, strategie come riportato nelle comunicazioni di adattamento e nelle comunicazioni nazionali». Un rapporto del Dipartimento per gli affari economici e sociali (DESA) nel 2020 segnalava che «il mondo è molto in ritardo nel raggiungere questo obiettivo all'attuale livello di contributi determinati a livello nazionale». Si ritiene che la pandemia di COVID-19 offra ai paesi un'opportunità per «rivalutare le priorità e ricostruire le proprie economie per essere più verdi e più resistenti ai cambiamenti climatici».
Nel 2021, in vista della COP26, il Segretariato della Convenzione quadro delle Nazioni Unite sui cambiamenti climatici (UNFCCC) ha predisposto il Rapporto di sintesi relativo agli NDC presentati da 191 parti, compresa l'Unione europea.

## Storia
Gli NDC hanno un precedente nel sistema di "pegno e revisione" che era stato considerato dai negoziatori internazionali sul clima nei primi anni 1990. A tutti i paesi che hanno aderito alla Convenzione quadro delle Nazioni Unite sui cambiamenti climatici (UNFCCC) è stato chiesto di pubblicare i propri INDC alla Conferenza ONU sui cambiamenti climatici 2013 di Varsavia. I contributi previsti erano stati determinati senza pregiudizio per la natura giuridica dei contributi. Il termine "contributi" era un compromesso tra Obiettivo quantificato di limitazione e riduzione delle emissioni (QELRO) e Azioni appropriate di mitigazione a livello nazionale (NAMA) che il Protocollo di Kyoto ha utilizzato per descrivere i diversi obblighi legali dei paesi sviluppati e in via di sviluppo.
Dopo l'entrata in vigore dell'Accordo di Parigi nel 2016, l'INDC di un paese diventa il primo NDC quando quel paese ratifica l'accordo a meno che non decida di presentare contemporaneamente un nuovo NDC. Gli NDC sono i primi obiettivi di gas serra, nell'ambito dell'UNFCCC, che si applicano allo stesso modo sia ai paesi sviluppati che a quelli in via di sviluppo.

### Presentazione degli INDC
Il 27 febbraio 2015 la Svizzera è stato il primo stato a presentare i propri INDC. La Svizzera comunicava di aver registrato un aumento della temperatura di 1,75 °C dal 1864 e di puntare a ridurre le emissioni di gas serra del 50% entro il 2030.
L'India ha presentato i propri INDC all'UNFCCC il 1º ottobre 2015, impegnandosi a ridurre l'intensità carbonica del PIL del 33-35% entro il 2030 rispetto ai livelli del 2005.
Nella propria presentazione, l'India scriveva di avere bisogno di «almeno 2 500 miliardi di dollari USA» per raggiungere gli obiettivi per il periodo 2015-2030 e che le sue «esigenze finanziarie internazionali per il clima» faranno la differenza rispetto a «ciò che può essere reso disponibile da fonti nazionali».
L'Unione europea, rappresentata dalla presidenza di turno della Lettonia, per i propri Stati membri, Italia compresa, ha presentato i propri INDC il 6 marzo 2015, che prevedevano la riduzione dei gas serra di almeno il 40% entro il 2030. Nel 2020 il Consiglio dell'Unione europea ha presentato gli NDC rafforzati con l'obiettivo ambizioso di ridurre le emissioni di almeno il 55% entro il 2030.
Dei paesi esaminati, l'85% riferiva di essere stato messo alla prova dal breve lasso di tempo disponibile per sviluppare gli INDC. Altre sfide segnalate includevano la difficoltà di ottenere un sostegno politico di alto livello, la mancanza di certezza e orientamento su ciò che dovrebbe essere incluso negli INDC e le competenze limitate per la valutazione delle opzioni tecniche.
Tuttavia, nonostante le difficoltà, meno di un quarto dei paesi dichiarava di aver ricevuto sostegno internazionale per preparare i propri INDC e più di un quarto indicava che stava facendo domanda per il sostegno internazionale.
Il processo INDC e le sfide che presenta sono unici per ogni paese e non esiste un approccio o un modello uguale per tutti.

## Monitoraggio della riduzione delle emissioni
Con i siti Climate Change Performance Index, Climate Action Tracker e Orologio del clima possiamo seguire su internet quanto ogni stato stia rispettando gli impegni dell'Accordo di Parigi. Tuttavia, i vari siti forniscono solo un'idea generale delle attuali riduzioni delle emissioni mentre non forniscono informazioni per ciascuna misura proposta negli NDC.

## Soglie di riscaldamento dell'Accordo di Parigi
Uno studio dell'Università di Washington, pubblicato su Nature Communications Earth & Environment, rileva che con le attuali tendenze la probabilità di rimanere al di sotto dei 2 °C di riscaldamento è del 5%, del 26% se gli obiettivi fossero raggiunti e proseguiti dopo il 2030 da tutti i firmatari; una riduzione delle emissioni di circa l'80% più ambiziosa di quella prevista dall'Accordo di Parigi, o un calo medio delle emissioni dell'1,8% all'anno anziché dell'1% all'anno, sarebbe sufficiente per rimanere entro i 2 °C.
Gli esperti hanno raccomandato fondamentali cambiamenti strutturali della socioeconomia della civiltà globale per una sistematica decarbonizzazione e relativi meccanismi – come il lavoro, la responsabilità e l'allocazione delle risorse – oltre a perseguire un percorso per un massimo di 1,5 °C di riscaldamento anziché 2 °C.

## Opportunità
L'Alleanza per il clima e lo sviluppo (Climate and Development Knowledge Network, CDKN) ha preparato una guida per i Paesi meno sviluppati e per i Piccoli stati insulari in via di sviluppo che definisce un approccio agli NDC che potrebbe fornire opportunità economiche e di sviluppo. La guida includeva i seguenti consigli:
- dimostrare che la crescita economica è compatibile con le industrie a basse emissioni di carbonio e resilienti al clima;
- evidenziare i benefici relativi all'adattamento delle azioni di mitigazione, nonché altri benefici collaterali che includono la riduzione della povertà, il miglioramento della salute e l'accesso ai servizi di base come l'energia e l'aumento della sicurezza;
- catturare il potenziale di mitigazione all'interno delle attività di adattamento pianificate e potenziali;
- incoraggia gli altri paesi a intraprendere azioni equivalenti, aumentare l'ambizione globale e ridurre gli impatti climatici;
- attira finanziamenti, sviluppo di capacità, trasferimento di tecnologia e altro sostegno internazionale.

## Integrazione con la pianificazione economica
Un altro rapporto dell'Alleanza per il clima e lo sviluppo (CDKN), preparato in collaborazione con l'Istituto per lo sviluppo oltremare (Overseas Development Institute, ODI), ha formulato le seguenti raccomandazioni per l'integrazione degli impegni internazionali sui cambiamenti climatici nella pianificazione dello sviluppo nazionale:
1. Gli NDC dovrebbero essere coerenti con le politiche nazionali di sviluppo.
2. Gli NDC dovrebbero seguire principi di progettazione SMART (Specific, Measurable, Agreed-upon, Realistic, Time-bound)[25].
3. Gli NDC dovrebbero avere un ampio sostegno nazionale.
4. Gli NDC dovrebbero avere un chiaro sostegno politico.
5. Lo sviluppo degli NDC dovrebbe avere una chiara leadership istituzionale.
6. Dovrebbero esserci un coordinamento nazionale per il cambiamento climatico e le azioni di sviluppo.
7. Le istituzioni degli NDC dovrebbero rispondere alle esigenze di sviluppo locale.
8. La spesa degli NDC dovrebbe essere parte della pianificazione del bilancio nazionale.
9. La spesa degli NDC dovrebbe essere monitorata e segnalata.
10. La spesa degli NDC dovrebbe essere soggetta a supervisione e controllo nazionali.